# Episodi di Up All Night (seconda stagione)
La seconda stagione della serie televisiva Up All Night è stata trasmessa dal canale televisivo statunitense NBC a partire dal 20 settembre al 13 dicembre 2012.
In Italia non è ancora stata trasmessa.
| nº | Titolo originale           | Prima TV USA      | Prima TV Italia |
| -- | -------------------------- | ----------------- | --------------- |
| 1  | Friendships & Partnerships | 20 settembre 2012 | inedita         |
| 2  | Home/Office                | 27 settembre 2012 | inedita         |
| 3  | Swingers                   | 4 ottobre 2012    | inedita         |
| 4  | Jerry Duty                 | 11 ottobre 2012   | inedita         |
| 5  | Another Saturday Night     | 18 ottobre 2012   | inedita         |
| 6  | Ma'am'd                    | 25 ottobre 2012   | inedita         |
| 7  | Thanksgiving               | 15 novembre 2012  | inedita         |
| 8  | The Game of Life           | 29 novembre 2012  | inedita         |
| 9  | I Can't Quit You           | 6 dicembre 2012   | inedita         |
| 10 | First Snow                 | 13 dicembre 2012  | inedita         |
| 11 | The Wedding                | 13 dicembre 2012  | inedita         |